# Jason Jung
Jason Jung (chiń. upr. 莊吉生; pinyin Zhuāng Jíshēng; ur. 15 czerwca 1989 w Torrance) – amerykański tenisista tajwańskiego pochodzenia, od 2015 roku reprezentujący Chińskie Tajpej.

## Kariera tenisowa
W przeciągu kariery zwyciężył w czterech singlowych oraz dwóch deblowych turniejach rangi ATP Challenger Tour.
W 2017 roku startując na Uniwersjadzie zdobył dwa złote medale. W grze pojedynczej finale pokonał reprezentanta Korei Południowej Hong Seong-chana 6:2, 6:4. Natomiast drugi medal wywalczył w grze drużynowej wraz z Hsieh Cheng-pengiem, Lee Kuan-yi oraz Peng Hsien-yinem.
W rankingu gry pojedynczej najwyżej był na 114. miejscu (30 lipca 2018), a w klasyfikacji gry podwójnej na 185. pozycji (26 września 2016).

### Zwycięstwa w turniejach ATP Challenger Tour

#### Gra pojedyncza
| Końcowy wynik | Nr | Data             | Turniej       | Nawierzchnia  | Przeciwnik            | Wynik finału     |
| ------------- | -- | ---------------- | ------------- | ------------- | --------------------- | ---------------- |
| Zwycięzca     | 1. | 7 sierpnia 2016  | Chengdu       | Twarda        | Rubén Ramírez Hidalgo | 6:4, 6:2         |
| Zwycięzca     | 2. | 10 września 2017 | Zhangjiagang  | Twarda        | Zhang Ze              | 6:4, 2:6, 6:4    |
| Zwycięzca     | 3. | 11 lutego 2018   | San Francisco | Twarda (hala) | Dominik Koepfer       | 6:4, 2:6, 7:6(5) |
| Zwycięzca     | 4. | 19 maja 2019     | Gwangju       | Twarda        | Dudi Sela             | 6:4, 6:2         |

#### Gra podwójna
| Końcowy wynik | Nr | Data             | Turniej | Nawierzchnia | Partner        | Przeciwnicy                | Wynik finału   |
| ------------- | -- | ---------------- | ------- | ------------ | -------------- | -------------------------- | -------------- |
| Zwycięzca     | 1. | 31 stycznia 2016 | Maui    | Twarda       | Dennis Novikov | Alex Bolt Frank Moser      | 6:3, 4:6, 10–8 |
| Zwycięzca     | 2. | 22 maja 2016     | Bangkok | Twarda       | Chen Ti        | Dean O'Brien Ruan Roelofse | 6:4, 3:6, 10–8 |